# Castello dell'Arso
Il castello dell'Arso (noto anche come torre dell'Arso) è un castello che venne costruito dai Normanni vicino al paese di Mandatoriccio, in Calabria, a partire dall'XI secolo per volere di Roberto d'Altavilla. L’edificio si caratterizza per le quattro facciate in pietra le cui mura si presentano a forma bastionata stellare, con gli spigoli angolari, molto accentuati, che fungono da contrafforti triangolari.

## Storia
Per volere di Roberto d'Altavilla, detto il Guiscardo, dopo la resa della città di Cariati, i normanni costruirono, verso la seconda metà dell’anno 1000, una torre di vedetta; successivamente, con l'arrivo degli Svevi prima e degli Angioini e degli Aragonesi dopo, vennero apportate modifiche e integrazioni architettoniche che occultarono le origini normanne-bizantine. Nell'Ottocento vennero realizzate le finestre a balconcino sulla facciata che guarda il mare.
Il nome deriva dal vicino torrente Arso e, data la funzione originaria di torre di avvistamento, la posizione attuale rispetto alla costa jonica fa ipotizzare che la linea di costa dovesse essere in origine più vicina.
Oggi di proprietà della baronessa Angela Toscano Mandatoriccio Mascaro, ultima discendente della sua dinastia.